# Cal Curt (Cercs)
Cal Curt és un edifici del municipi de Cercs (Berguedà) que forma part de l'Inventari del Patrimoni Arquitectònic de Catalunya.

## Descripció
És un edifici de planta baixa i un pis amb estructura de planta quadrada. Coberta de teula aràbiga amb dues aigües, entrecreuades en un extrem, i carener paral·lel a la façana principal. L'aparell, de pedres petites, distribució irregular i arrebossades, permet identificar una ampliació posterior de la casa en el seu lateral de la banda nord. Façanes planes. No hi ha intenció de composició en la distribució de les obertures a la façana, que són poques i de mida petites. La finestra més gran és situada a la façana principal amb una reixa moderna de protecció. Cobert/pallissa proper de petites dimensions.

## Història
Restaurada i arreglada recentment, per la tipologia d'estructura i evolució comparativa amb la casa propera de Cal Xel, aquesta construcció, cal situar-la entrat el segle xix. Actualment és utilitzada com a segona residència.